# Дітсвілл (Алабама)
Дітсвілл (англ. Deatsville) — місто (англ. town) в США, в окрузі Елмор штату Алабама. Населення — 1679 осіб (2020).

## Географія
Дітсвілл розташований за координатами 32°35′21″ пн. ш. 86°23′23″ зх. д. / 32.58917° пн. ш. 86.38972° зх. д. (32.589051, -86.389594). За даними Бюро перепису населення США в 2010 році місто мало площу 12,16 км², з яких 12,08 км² — суходіл та 0,08 км² — водойми.

## Демографія
Згідно з переписом 2010 року, у місті мешкали 1154 особи в 391 домогосподарстві у складі 328 родин. Густота населення становила 95 осіб/км². Було 460 помешкань (38/км²).
Расовий склад населення:
| - 77,6 % — білих - 19,4 % — чорних або афроамериканців - 0,3 % — азіатів - 0,1 % — корінних американців |

До двох чи більше рас належало 2,3 %. Частка іспаномовних становила 1,6 % від усіх жителів.
За віковим діапазоном населення розподілялося таким чином: 32,9 % — особи молодші 18 років, 60,5 % — особи у віці 18—64 років, 6,6 % — особи у віці 65 років та старші. Медіана віку мешканця становила 34,0 року. На 100 осіб жіночої статі у місті припадало 93,0 чоловіків; на 100 жінок у віці від 18 років та старших — 91,1 чоловіків також старших 18 років.
Середній дохід на одне домашнє господарство становив 80 162 долари США (медіана — 78 125), а середній дохід на одну сім'ю — 85 403 долари (медіана — 90 905). Медіана доходів становила 57 188 доларів для чоловіків та 51 797 доларів для жінок. За межею бідності перебувало 5,1 % осіб, у тому числі 4,0 % дітей у віці до 18 років та 1,9 % осіб у віці 65 років та старших.
Цивільне працевлаштоване населення становило 511 осіб. Основні галузі зайнятості: освіта, охорона здоров'я та соціальна допомога — 20,4 %, публічна адміністрація — 19,4 %, виробництво — 11,9 %, мистецтво, розваги та відпочинок — 9,6 %.